# Young M.A
Katorah Marrero, känd under artistnamnet Young M.A, född 1992 i Brooklyn i New York, är en amerikansk hiphopartist. Hon slog igenom med låten "Ooouuu" som släpptes 2016 och som av Rolling Stone Magazine utnämndes som det årets elfte bästa låt. 2019 släppte hon albumet Herstory in the making.

## Diskografi

### Album
- 2019 - Herstory in the making
- 2021 - Off the Yak

### EP
- 2017 - Herstory
- 2020 - Red flu